# Charles Huggins
Charles Breton Huggins (Halifax, 22 de setembro de 1901 — Chicago, 12 de janeiro de 1997) foi um fisiologista canadense com atuação nos Estados Unidos.
Recebeu o Prêmio Cameron de Terapêutica da Universidade de Edimburgo de 1958. Foi agraciado com o Nobel de Fisiologia ou Medicina de 1966, por descobrir funções dos hormônios em certas formas específicas de câncer.

## Trabalho
Huggins estabeleceu um método para medir o efeito das alterações hormonais na função prostática. Ele descobriu que a castração ou a administração de estrogênio levavam à atrofia glandular, que poderia ser revertida pela re-administração de androgênio. Em 1941, o efeito benéfico da ablação de andrógeno no câncer de próstata metastático foi percebido quando Huggins e Clarence Hodges trataram pacientes por castração ou terapia de estrogênio. Eles monitoraram o tamanho da próstata e a eficácia terapêutica e concluiu que a atividade androgênica no corpo influencia o câncer de próstata, pelo menos no que diz respeito à fosfatase sérica. Huggins foi o primeiro a usar uma abordagem sistêmica para tratar o câncer de próstata.
Em 1958, Huggins recebeu o Prêmio Cameron de Terapêutica da Universidade de Edimburgo. Ele recebeu o Prêmio Nobel de Fisiologia ou Medicina em 13 de outubro de 1966.
Huggins morreu em 1997 em Chicago, Illinois, aos 95 anos.